# Lars Skåål
Lars Gunnar Skåål (* 14. September 1949 in Örebro; † 4. Mai 2022 ebenda) war ein schwedischer Wasserballspieler.

## Leben
Lars Skåål war auf Vereinsebene für den Stockholms KK aktiv. Für die schwedische Nationalmannschaft bestritt er 74 Länderspiele und nahm mit dieser unter anderem an den Olympischen Sommerspielen 1980 in Moskau teil.